# Carex boecheriana
Carex boecheriana là một loài thực vật có hoa trong họ Cói. Loài này được Á.Löve, D.Löve & Raymond mô tả khoa học đầu tiên năm 1957.